# Fakultativ
Fakultativ betyder valgfri (modsat af obligatorisk), fritstillet eller fri. I forbindelse med plantesygdomme: lejlighedsvis, dvs. at en organisme har mulighed for at leve under andre nicheforhold end de normale. Der findes eksempler på dette fænomen hos både parasitter, saprofager og symbionter.
- Fakultativ parasit: f.eks. gråskimmel (normalt saprofag) i angreb på f.eks. køleopbevarede planter
- Fakultativ saprofag: f.eks. rosenstråleplet (normalt parasit) i omsætning af døde rosenblade
- Fakultativ symbiont: f.eks. visnesyge (normalt parasit eller saprofag) i samliv med orkidéer

Betegnelsen fakultativ finder ligeledes anvendelse i den juridiske verden, hvor det dækker over en lovregel der kan afviges, for eksempel ved en domstolsafgørelse. 
Det er således ikke obligatorisk at følge en fakultativ lovregel.
Et eksempel herpå kan være Arvelovens § 36, stk. 1, hvorefter en arving der har begået en forsætlig overtrædelse af straffeloven der har medført en andens død, ved dom kan fortabe sin arveret.